# جدجد نملي
الجدجد النملي (الاسم العلمي: Myrmecophilus) هو جنس من الحشرات يتبع فصيلة الجداجد النملية من رتبة مستقيمات الأجنحة.

## أنواع الجدجد النملي
- جدجد نملي إيراني
- جدجد نملي أغبس
- جدجد نملي أمريكي
- جدجد نملي أوريغوني
- جدجد نملي باروني
- جدجد نملي بلقاني
- جدجد نملي ثنائي الحزمة
- جدجد نملي جنوبي
- جدجد نملي شجري
- جدجد نملي شرقي
- جدجد نملي صيني
- جدجد نملي غامض
- جدجد نملي غير متساوي
- جدجد نملي فورموزي
- جدجد نملي متساوي الألوان
- جدجد نملي محزز
- جدجد نملي مغروي
- جدجد نملي ناحل الساق
- جدجد نملي أزغب الذيل
- جدجد نملي أسود القرون
- جدجد نملي رباعي الأشواك
- جدجد نملي سيشيلي
- جدجد نملي شاحب الصدر
- جدجد نملي قصير اللوامس
- جدجد نملي مسنن الذيل
- جدجد نملي موريتاني
- جدجد نملي نبراسكي
- جدجد قرية النمل
- جدجد نملي متساوي الأشواك
- جدجد نملي طويل الرصغ
- جدجد نملي كبير
- جدجد نملي متعدد السيساء